# Sitges (stacja kolejowa)
Sitges (hiszp: Estación de Sitges, kat: Estació de Sitges) – stacja kolejowa w miejscowości Sitges, w prowincji Barcelona, we wspólnocie autonomicznej Katalonia, w Hiszpanii. Jest obsługiwany przez pociągi Media Distancia (średniego zasięgu) Renfe oraz przez pociągi linii R-2 Rodalies Barcelona.

## Położenie stacji
Znajduje się na 643,3 km linii Madryt – Barcelona rozstawu iberyjskiego, na wysokości 24 m n.p.m, pomiędzy  Vilanova i la Geltrú i Garraf.

## Historia
Stacja została otwarta 29 grudnia 1881 wraz z otwarciem odcinka Barcelona – Vilanova i la Geltrú linii kolejowej Barcelona-Picamoixons-Valls przez Compañía del Ferrocarril de Valls a Vilanova y Barcelona. W 1886 linia została przejęta przez Compañía de los ferrocarriles de Tarragona a Barcelona y Francia, a 1894 stała się częścią Compañía de los Caminos de Hierro del Norte de España. W 1941 roku, w wyniku nacjonalizacji kolei w Hiszpanii, stała się częścią RENFE.
Od 31 grudnia 2004 Renfe Operadora zarządza liniami kolejowymi, podczas gdy Adif jest właścicielem obiektów kolejowych.

## Linie kolejowe
- Madryt – Barcelona

## Połączenia
| Linia MD | Pociągi  | Z/Do             |  | Z/Do      | Operator Rodalies Barcelona |
| -------- | -------- | ---------------- |  | --------- | --------------------------- |
| 35       | Regional | Lleida Tarragona |  | Barcelona | R14                         |
| 35       | Regional | Lleida           |  | Barcelona | R13                         |
| 36       | Regional | Reus             |  | Barcelona |                             |